# Sulfeto de cobre(II)
O sulfeto de cobre (II), também conhecido como monossulfeto de cobre, é um composto químico com fórmula química CuS. Esse sal de cobre e enxofre ocorre na natureza como um mineral azul escuro, chamado "covelita" e é um moderado condutor de eletricidade. A substância pode ser extraída de reações entre o gás sulfeto de hidrogênio, H2S, e soluções de sais de Cobre(II), da qual apresenta-se como um precipitado preto. É uma das várias formas de compostos de cobre e enxofre e tem atraído interesse devido ao potencial de aplicações em catálise e placas fotovoltaicas.

## Fabricação
O sulfeto de cobre pode ser produzido através da passagem do gás sulfeto de hidrogênio em uma solução de algum sal de cobre.
Outra maneira de se produzir CuS é por fusão de excesso de sulfeto de cobre(I) ou por precipitação com sulfeto de hidrogênio a partir de uma solução anidra de cloreto de cobre (II) numa solução anidro de etanol.
A reação do cobre com enxofre fundido junto a hidróxido de sódio em ebulição e a reação de sulfeto de sódio com sulfato de cobre(II) aquoso, também produz o  sulfeto de cobre(II).

## Estrutura do CuS
O sulfeto de cobre cristaliza em um sistema de cristais hexagonais, sendo essa também a forma do mineral covelita. Há também um amorfo do CuS que se forma em alta pressão e que, por meio de uma espectroscopia de Raman, foi descrito como sendo uma destorção da estrutura da covelita. Um amorfo semicondutor em temperatura ambiente, produzido pela reação de um complexo de etilenodiamina com Cobre(II) e tioureia já foi documentado, esse transforma a forma cristalina da covelita a 30 °C.
A estrutura cristalina da covelita é comum  e, embora alguns estudos tentem de modo geral atribuir a estrutura da covelita à um espaço de grupo, há pequenas discrepâncias em relação aos comprimentos de ligação e o ângulos entre elas. A estrutura foi descrita como "extraordinária" por Wells e é bastante diferente da estrutura do óxido de Cobre(II), mas é semelhante à do CuSe. Uma unidade de molécula da covelita contém 6 unidades do composto CuS (ou seja 12 átomos) em que:
- 4  átomos de Cobre têm coordenação tetraédrica (ver ilustração).
- 2  átomos de Cobre têm um formato em plano trigonal  de coordenação (ver ilustração).
- 2 pares de átomos de Enxofre são apenas 207.1  pm [11] além, indicando a existência de um ligação S-S  (uma unidade de bissulfeto).
- os 2 átomos de Enxofre restantes formam um plano trigonal de  triângulos em torno dos átomos de cobre, e está rodeado por cinco átomos de Cu em uma dupla-piramide pentagonal (ver ilustração).
- Os átomos de Enxofre em cada extremidade de uma unidade de bissulfeto formam tetraedros coordenados com mais 3 tetraedros coordenados de átomos de Cu e outro átomo de Enxofre no bissulfeto de unidade (consulte a ilustração).

A formulação de sulfeto de cobre como CuIIS (isto é, que não contém ligação enxofre-enxofre), é claramente incompatível com a estrutura de cristal, e também está em desacordo com o diamagnetismo observado, pois um composto de Cu(II) teria uma configuração eletrônica de d 9 e seria esperado que o mesmo fosse paramagnético.
Estudos usando  XPS  na estrutura do sulfeto de cobre indicam que todos os átomos de Cu tem um estado de oxidação de +1. Isso contradiz a formulação da estrutura do cristal e a famosa regra do octeto , que descreve o Cobre como sendo CuI e CuII, isto é, (Cu+)2Cu2+(S2)2−S2−. Uma formulação alternativa como (Cu+)3(S2−) a(S2)− , foi proposta e apoiado por cálculos.
A formulação não deve ser interpretado como contendo radical ânion, mas sim como um "buraco" deslocalizado na valência. Estudos com espectroscopia de ressonância paramagnética eletrônica sobre a precipitação dos sais de Cu(II) indicam que a redução de Cu(II) à Cu(I) ocorre em solução.
|                                                                        |                                        |                                  |                                                |                                                               |
| Modelo de bolas e varetas de parte da estrutura cristalina da Covelita | plano trigonal de coordenação do cobre | Coordenação tetraédrica do cobre | Coordenação dupla-piramide trigonal do enxofre | Coordenação tetraédrica do enxofre-nota da unidade bissulfito |